# یاماجیجی

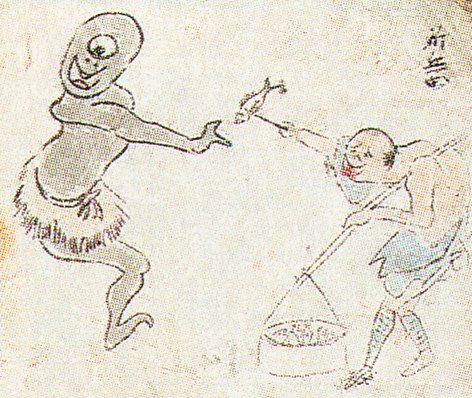
یاماچیچی

یاماجیجی (山爺) یا یاماچیچی (山父) نوعی یوکای در فولکلور ژاپنی است.

## شرح مختصر
گفته می‌شود که این یوکای، ظاهری شبیه به یک پیرمرد با یک چشم و یک پا دارد. قد آن حدود سه تا چهار شاکو (حدود ۹۰ تا ۱۲۰ سانتی‌متر) است و موهای خاکستری در سراسر بدنش رشد کرده است و اگرچه دو چشم دارد، اما از آنجایی که یکی از آن‌ها بزرگ و دیگری به طور غیرمعمول کوچک است، به نظر می‌رسد که فقط یک چشم دارد. آن‌ها را می‌توان با لباس‌های کهنه و تکه پاره یا حتی بدون لباس پیدا کرد. از آنجایی که دندان‌هایشان تیز و بسیار قدرتمند است و به راحتی می‌تواند استخوان‌های گراز وحشی یا میمون را خرد کند، شکارچیان یاماجیجی را با طعمه رام می‌کردند و از آن برای دور کردن گرگ‌ها استفاده می‌کردند.
آن‌ها در کوهستان‌ها و دور از سکونتگاه انسانی زندگی می‌کنند. آن‌ها به ندرت در مقابل انسان ظاهر می‌شوند، اما ردپای آن‌ها به راحتی قابل تشخیص است. آن‌ها ردپاهای عمیق و فرورفته‌ای به طول حدود ۱۲ اینچ در هر ۶ تا ۷ پا (به دلیل پریدن روی یک پا) از خود به جا می‌گذارند. آن‌ها همچنین توانایی باورنکردنی در خواندن افکار افراد هنگام فکر کردن به آن‌ها دارند. با این حال، آن‌ها بیشتر به خاطر صداهای قدرتمندشان شناخته می‌شوند. گریهٔ یاماجیجی آنقدر بلند است که برگ‌ها را از شاخه‌ها می‌ریزد، درختان را می‌شکند و سنگ‌ها را به حرکت در می‌آورد، در کوه‌ها می‌پیچد و آسمان‌ها و زمین را می‌لرزاند. آن‌ها از فریاد زدن لذت می‌برند و گه‌گاه به یک انسان اجازه می‌دهند که آن‌ها را به چالش بکشد؛ با این حال، انسان‌هایی که هنگام فریاد زدن یاماجیجی نزدیک او هستند، گاهی اوقات پرده گوششان پاره می‌شود یا حتی می‌میرند.